# Handlungsfähigkeit (Österreich)
Unter Handlungsfähigkeit versteht man in Österreich die Fähigkeit, durch eigenes Verhalten Rechte und Pflichten zu begründen. Eine Person gilt mit dem 18. Geburtstag als volljährig und damit voll handlungsfähig. Seit 1. Juli 2007 (KindRÄG 2001) besteht keine Möglichkeit mehr, vor Vollendung des 18. Lebensjahres für volljährig erklärt zu werden.

## Bereiche der Handlungsfähigkeit
Die Handlungsfähigkeit ist in sich in zwei Bereiche aufgeteilt:

### Geschäftsfähigkeit
- Personen unter sieben Jahren (Kinder) sind gänzlich geschäftsunfähig, ausgenommen davon sind sogenannte Taschengeldgeschäfte wie z. B. der Kauf von Süßigkeiten.
- Personen vom 7. bis zum 14. Lebensjahr (unmündige Minderjährige) sind beschränkt geschäftsfähig, d. h., sie dürfen ohne Einverständnis der Eltern z. B. Bücher und CDs kaufen.
- Personen zwischen dem 14. und 18. Lebensjahr (mündige Minderjährige) sind ebenfalls beschränkt geschäftsfähig, dürfen aber auch schon kleinere Arbeiten übernehmen (z. B. Babysitten) und mit Zustimmung der Eltern Lehr- und Ausbildungsverträge abschließen.

### Deliktsfähigkeit
- Personen bis zum vollendeten 14. Lebensjahr sind nicht strafbar. Ab dem 14. Lebensjahr werden Jugendliche grundsätzlich strafrechtlich zur Verantwortung gezogen und sind schadenersatzpflichtig.